# Delosperma pontii
Delosperma pontii är en isörtsväxtart som beskrevs av L. Bol.. Delosperma pontii ingår i släktet Delosperma, och familjen isörtsväxter. Inga underarter finns listade i Catalogue of Life.